# Jofa
Jofa je značka sportovního vybavení, pocházející ze Švédska.
Název vznikl zkrácením výrazu „Jonssons Fabriker“ (Jonssonovy továrny). Firmu založil v roce 1926 ve městě Malung Niss Oskar Jonsson (1909–2002). Protože byl nezletilý, zaregistroval podnik na svého otce. Zpočátku vyráběl lyžařská vázání a rukavice z odpadu místní kožedělné továrny, později rozšířil sortiment o brusle, hokejky nebo míčky na bandy hokej. Ze dřeva, které Jofa odebírala na výrobu lyží, se také vyráběl nábytek. Za druhé světové války firma rostla díky zakázkám pro armádu, v roce 1941 měla již čtyři sta zaměstnanců a otvírala další pobočky.
Od roku 1963 začala Jofa vyrábět hokejové přilby, ve kterých se hrálo na mistrovství světa v ledním hokeji i v National Hockey League. Používali je Wayne Gretzky,  Mats Sundin nebo Jaromír Jágr. Posledním profesionálním hráčem, který nosil helmu Jofa, byl Teemu Selänne.
Od roku 1973 byla Jofa součástí koncernu Volvo, v roce 1989 přešla pod firmu Karhu a v roce 2004 pod Reebok. V roce 2012 byla výroba přesunuta do Číny a v Malungu zůstal pouze sklad. Práva na značku Jofa si v roce 2019 zaregistrovala společnost CCM Hockey. 
Divize zaměřená na výrobu outdoorového oblečení funguje dál pod názvem Jofama. 